# Wiesloch-Walldorf (stacja kolejowa)
Wiesloch-Walldorf - stacja kolejowa pomiędzy Wiesloch a Walldorf, w kraju związkowym Badenia-Wirtembergia, w Niemczech. Według klasyfikacji Deutsche Bahn posiada kategorię 3. Stacja została otwarta w 1843. Znajdują się tu 2 perony.

## Połączenia
- Bad Schönborn
- Bruchsal
- Dortmund
- Duisburg
- Eppingen
- Frankfurt nad Menem
- Germersheim
- Heidelberg
- Bad Homburg vor der Höhe
- Kaiserslautern
- Karlsruhe
- Ladenburg
- Ludwigshafen am Rhein
- Mannheim
- Moguncja
- Monachium
- Neustadt
- Osterburken
- Ostseebad Binz
- Stralsund
- Stuttgart
- Wiesbaden